# Краснобрюхая крапивниковая муравьеловка
Краснобрюхая крапивниковая муравьеловка (лат. Isleria guttata) — вид птиц из семейства типичные муравьеловковые. Первоначально был описан под именем Myrmothera guttata. Род Isleria был представлен в 2012 году.

## Распространение
Обитают на территории Бразилии, Французской Гвианы, Гайаны, Суринама и Венесуэлы. К югу от реки Амазонки не встречаются. Естественной средой обитания являются субтропические или тропические влажные равнинные леса.

## Описание
Длина тела 8,5—9,5 см, масса 8,5—11 г. Хвост короткий. Самцы окрашены преимущественно в серый цвет, горло у них бледное.

## Биология
О рационе известно немного. В содержимом желудка особей из Суринама найдены насекомые и их личинки.
МСОП присвоил виду охранный статус LC.